# Blaguški potok
Blagúški potok je desni pritok Ščavnice v vzhodnih Slovenskih goricah. Izvira v majhni dolini severno od vasi Smolinci in teče sprva po gozdnati mokrotni dolini proti severu. Pri vasi Kraljevci se mu pridruži enako velik levi pritok Kraljevski potok, nekoliko niže pa se izliva v umetno Blaguško jezero. Pod jezerom teče potok proti vzhodu, vstopi v široko dolinsko dno Ščavniške doline in se pod Biserjanami izlije v Ščavnico. V zgornjem toku je del potoka ostal v naravnem stanju, del je reguliran, manjše mokrišče je na izlivu potoka v jezero, dolvodno od jezera pa teče potok večinoma po umetni strugi vse do izliva. Blaguško jezero so zgradili v 60. letih dvajsetega stoletja za zadrževanje poplavnih voda in za umetno namakanje, danes služi predvsem ribičem in za rekreacijo v naravi.